# Minettia czernyi
Minettia czernyi is een vliegensoort uit de familie van de Lauxaniidae. De wetenschappelijke naam van de soort is voor het eerst geldig gepubliceerd in 1990 door Freidberg & Yarom.